# Zwolse Bijbel

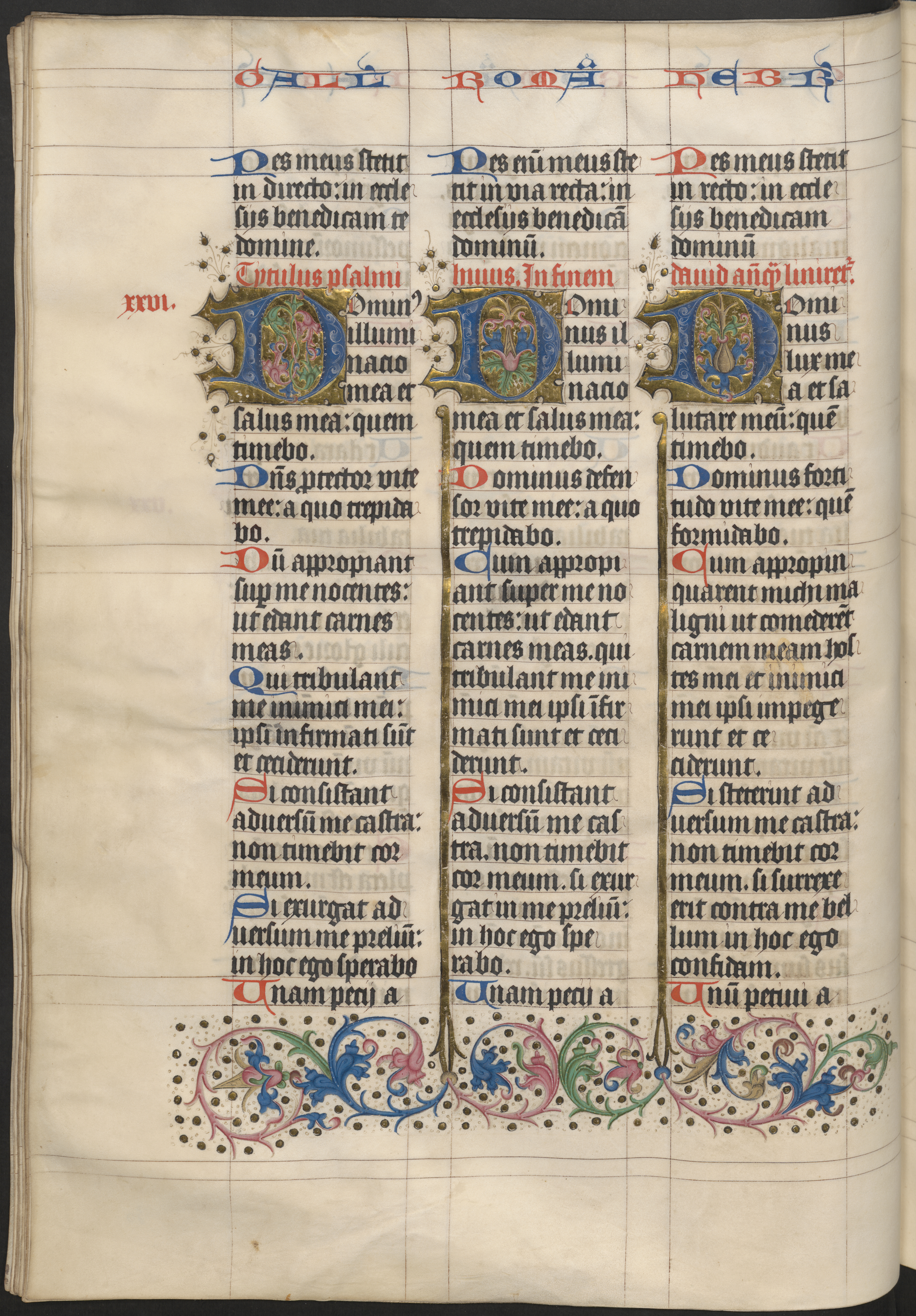
dl. 6, f. 30v Psalterium triplex

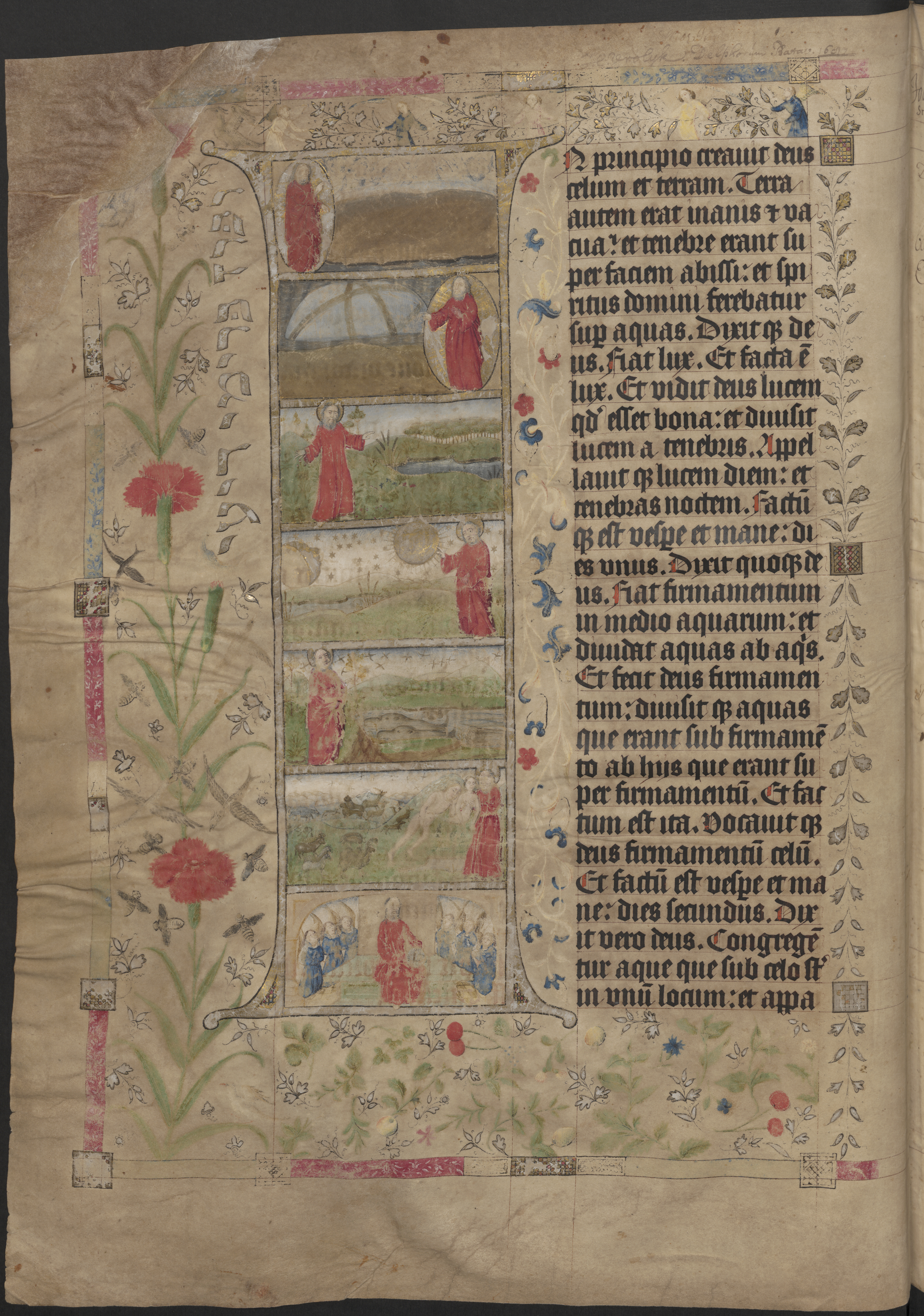
dl. 1, f. 3v Initiaal met de zeven dagen van de Schepping

De Zwolse Bijbel is een verluchte studiebijbel uit de vijftiende eeuw, gemaakt in Zwolle. Het manuscript wordt beschouwd als een van de toppunten van de Bijzondere Collecties van de Universiteitsbibliotheek Utrecht, waar het bewaard wordt als Hs. 31. Het handschrift is beschadigd: in de 17e en 18e eeuw is een groot deel van de verluchte initialen uitgesneden. Ook hebben bezoekers van de Mariakerk in Utrecht hun naam in het handschrift achtergelaten.
De Zwolse Bijbel werd tussen 1462 en 1476 vervaardigd in het Fraterhuis van de Broeders van het Gemene Leven in Zwolle. Het is verdeeld in zes delen van elk rond de 600 pagina’s.

## Omschrijving
De Zwolse Bijbel bestaat uit zes monumentale delen van 56 centimeter hoog, 48 centimeter breed en ongeveer 15 centimeter dik. Elk deel weegt ongeveer 20 kilo. Delen 1-4 bevatten het Oude Testament, deel 5 het Nieuwe Testament en deel 6 de psalmen. Elk deel bestaat uit ongeveer 300 bladen (folia). De bijbel is geschreven in een gotische textualis formata in twee kolommen op kalfsperkament van zeer goede kwaliteit. Uitzondering hierop zijn folia 1-199 van deel 6: hier zijn de bladzijden verdeeld in drie kolommen. Voor het handschrift zijn ongeveer 870 huiden nodig geweest. De banden van varkensleer zijn niet origineel, maar komen uit circa 1940.
Het handschrift is zwaar beschadigd door het uitsnijden van initialen en complete bladen. 49 hele bladen ontbreken. Oorspronkelijk bevatte de Zwolse Bijbel minstens 141 gedecoreerde initialen door drie verschillende meesters. Er zijn 23 gehistorieerde initialen (initialen met een voorstelling) en 70 grote gedecoreerde initialen overgebleven. Daarnaast zijn vijf initialen sinds 1984 teruggevonden.

## Geschiedenis
Het handschrift is afkomstig uit de Utrechtse Mariakerk van het kapittel St. Marie. In de colofons van het manuscript staan de opdrachtgever en datering van het handschrift. Hermannus Droem, deken van het kapittel van St. Marie, gaf de opdracht om het handschrift te maken aan het Fraterhuis van de Gebroeders des Gemenen Levens in Zwolle. Hij betaalde hiervoor 500 goudgulden, een voor die tijd enorme hoeveelheid geld. Ter vergelijking: met dezelfde hoeveelheid konden ook twee voorname kapittelhuizen gekocht worden aan wat nu de Mariaplaats in Utrecht is.
De kopiist van de Zwolse Bijbel is bekend uit een in 1500 geschreven kroniek van het Fraterhuis. Hij heette Jacobus van Enkhuizen en was de bibliothecaris van het Fraterhuis.
Het eerste deel van de bijbel werd op 24 november 1464 voltooid, het laatste deel op 20 maart 1476. Uit de colofons wordt duidelijk dat de tijd om een deel te schrijven varieerde van 700 tot 800 dagen. Zo kan uitgerekend worden dat er ongeveer in juni of juli 1462 aan het eerste deel begonnen moet zijn. Uit dateringen die op andere plaatsen in de bijbel te vinden zijn, blijkt dat Jacobus van Enkhuizen een schrijver van grote regelmaat was. Gemiddeld schreef hij zestien pagina’s in 21 à 22 dagen.
Na de Reformatie weigerde de Mariakerk in 1584 bij de opening van de Utrechtse stadbibliotheek in de Janskerk haar eigen collectie daaraan af te staan. Protestantse burgemeester Dirk Canter vroeg daarom in 1592 om openstelling van de bibliotheek van de Mariakerk voor publiek. Door de openstelling was het nodig de boeken vast te ketenen. Desondanks liet menig toerist in de Zwolse Bijbel zijn naam achter. In een aantal 17e- en 18e-eeuwse reisverslagen wordt de bijbel zelfs bij naam genoemd. Bijvoorbeeld door William Brockman, die in 1686 schreef dat hij zowel in het Oude als het Nieuwe Testament zijn naam had achtergelaten. Het verdwijnen van de verluchtingen is waarschijnlijk ook aan deze stroom bezoekers te wijten.
In 1811 werd het kapittel van St. Marie opgeheven. De bezittingen gingen over op de Staat en werden eerst opgeslagen in het Domein-archief in Utrecht. Daarna werden ze in 1844 overgedragen aan de Universiteit Utrecht.

## Inhoud
De Latijnse tekst hoort tot de Windesheimse Vulgaatrivisie. Deze herziening van de Bijbeltekst was bedoeld om eenheid te creëren in de teksten die in kloosters werden gebruikt. Andere laatmiddeleeuwse Bijbelteksten konden namelijk sterk van elkaar verschillen. De Zwolse Bijbel is een van de twee handschriften waarin deze versie van de Bijbeltekst is overgeleverd. Het andere handschrift is de door Thomas à Kempis tussen 1427 en 1439 geschreven Hs. 324 in de Landesbibliothek van Darmstadt.
In het Psalterium, dat het zesde deel van de Zwolse Bijbel beslaat, zijn meerdere versies van de psalmen opgenomen. Naast elkaar staan de tekst van het Psalterium Gallicanum, het Psalterium Romanum en het Psalterium iuxta Hebraeos. De psalmen zijn onderverdeeld in drie stukken: 1-50, 51-100 en 101-150. Elk eerste blad van deze verdeling is extra gedecoreerd. Deze bladen zijn alle drie uitgesneden, één hiervan is in privébezit.

## Decoraties

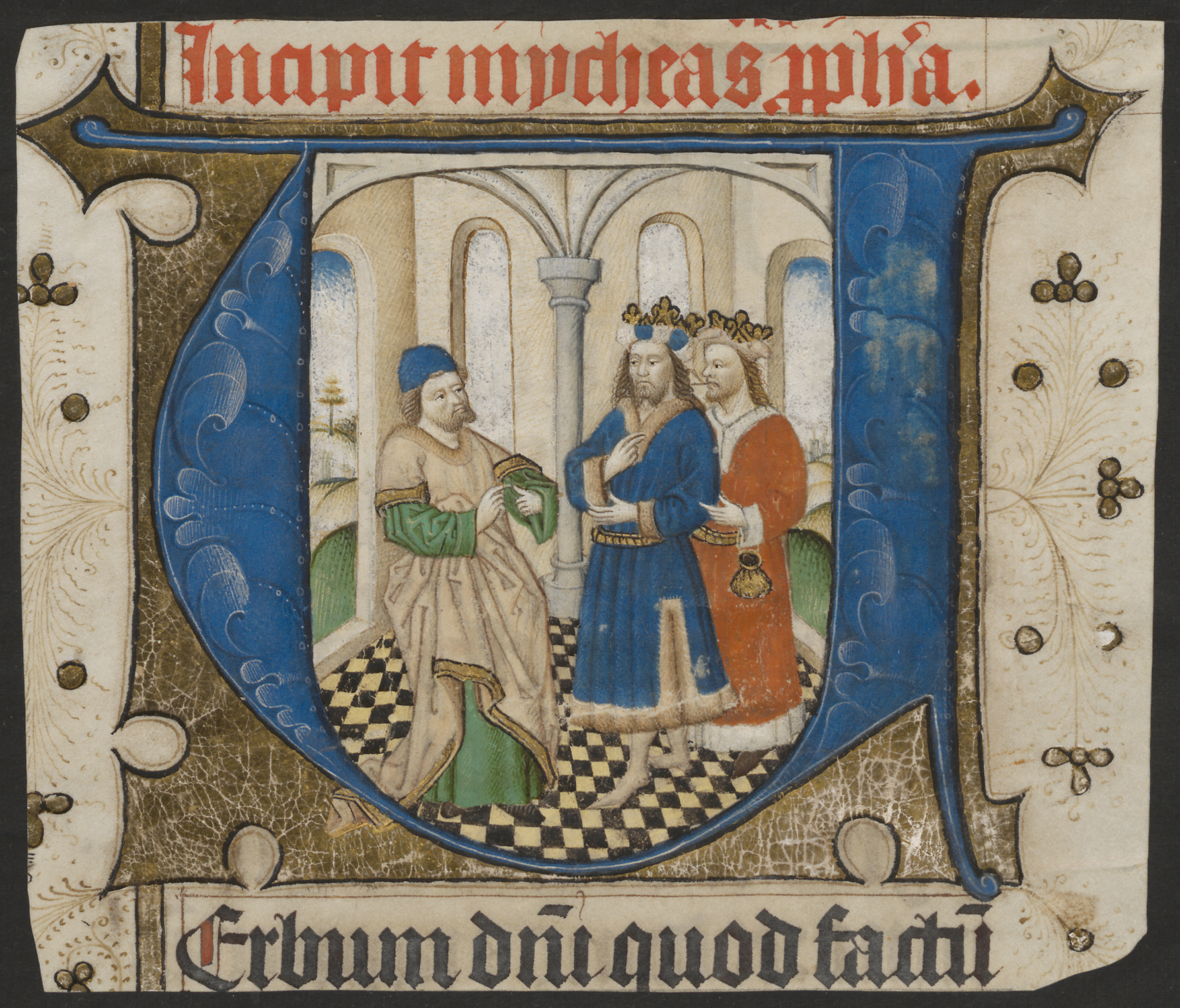
Initiaal met de profeet Micha

Ieder Bijbelboek en bijna elke proloog in het handschrift begint met een versierde initiaal. Veel van deze initialen zijn van bladgoud voorzien. Pagina’s met een gehistorieerde initiaal, een initiaal met een voorstelling, hebben ook randversiering met planten, bloemen en vruchten. De rest van het manuscript is onversierd.
Er zijn weinig verschillende kleuren gebruikt voor de decoratie en de kleuren zijn vaak erg licht gehouden. Vooral roze, rood, blauw en groen komen veel voor. Ook de composities zijn simpel gehouden, met niet meer figuren dan nodig. De inspiratie voor deze composities kwam vaak van houtsneden en gravures.
Het eerste deel van de Zwolse Bijbel is in een afwijkende stijl verlucht, maar de overige delen worden toegeschreven aan twee ‘meesters van de Zwolse Bijbel’ die waarschijnlijk in het Fraterhuis zelf werkten.
De grootste gehistorieerde initiaal in het manuscript staat aan het begin van deel 1. Het verbeeldt de zeven dagen van de schepping. Deze initiaal is zwaar beschadigd.
In 1984 doken drie initialen uit de Zwolse Bijbel op. De initiaal met de profeet Micha werd aangekocht op een veiling in Londen. In Museum Catharijneconvent in Utrecht werden daarna nog twee initialen geïdentificeerd: Mozes met de wetstafelen en een auteursportret van de evangelist Johannes. De initiaal met David en Bathseba verscheen in 1994 op een veiling van Sotheby’s, ook in Londen. De Universiteitsbibliotheek Utrecht is er toen niet in geslaagd deze te kopen. Deze initiaal bevindt zich nu in privébezit. In 2008 kwam zelfs een volledig blad boven water. Het gaat om een pagina uit het laatste deel van de bijbel met de psalmen. Ook deze pagina is nu in privébezit.

## Functie
De Zwolse Bijbel is een studiebijbel. Door de decoratie ontstaat een indruk van functionaliteit en soberheid die kenmerkend is voor de religieuze beweging van de Moderne Devotie. Het naast elkaar opnemen van verschillende versies van de psalmen en het indelen van de psalmen in drie gelijke stukken wijst ook op het gebruik als studiebijbel.